# 高井一郎
高井 一郎（たかい いちろう、1963年2月27日 - ）は、フジテレビジョンのドラマプロデューサー。元編成局制作センター第一制作室ゼネラルプロデューサー。

## 履歴
兵庫県出身。慶應義塾大学文学部国文科卒業後、1987年入社。スポーツ局、報道局を経て、ドラマ制作一部に配属される。
月9ドラマのプロデュースが多い。
度々組んで仕事をする脚本家・君塚良一によると、高井のプロデュースしたドラマでは共通テーマとして「自分探し」を根底に据えている。
2008年8月27日、フリーアナウンサーの渡辺真理と結婚。
編成制作局ドラマ制作センター企画担当部長、総合メディア開発映画事業局映画調整部長、2013年7月からは秘書室部長を経て、2017年7月から現職。2021年にフジテレビを退社した。

## テレビドラマ

### プロデュース補
- 踊る大捜査線（1997年1～3月、火9枠）

### プロデュース
- ビーチボーイズ(1997年7～9月、月9枠)
- 世界で一番パパが好き(1998年7～9月、水9枠)
- Over Time-オーバー・タイム(1999年1～3月、月9枠)
- 彼女たちの時代(1999年7～9月、水10枠)
- 天気予報の恋人(2000年4～6月、月9枠)
- ロケット・ボーイ(2001年1～3月、水9枠)
- アンティーク 〜西洋骨董洋菓子店〜(2001年10～12月、月9枠)
- 空から降る一億の星(2002年4～6月、月9枠)
- ホーム&アウェイ(2002年10～12月、月9枠)
- 僕だけのマドンナ(2003年7～9月、月9枠)
- スローダンス(2005年7～9月、月9枠)
- SP（エスピー）（2007年11月～2008年1月、土曜ドラマ枠）
- 警視庁捜査資料管理室 (仮)（2018年10月～12月、BSフジ）

### 企画
- 役者魂!(2006年10～12月、火9枠)
- 2夜連続 松本清張スペシャル 球形の荒野（2010年11月26日･27日）

## 映画
- 踊る大捜査線 THE MOVIE（1998年10月31日）- 協力プロデューサー
- 踊る大捜査線 THE MOVIE 2 レインボーブリッジを封鎖せよ!（2003年7月19日）
- 踊る大捜査線 THE FINAL 新たなる希望（2012年9月7日）- 協力プロデューサー